# Landtagswahlkreis Magdeburg III
Der Landtagswahlkreis Magdeburg III (Wahlkreis 12) ist ein Landtagswahlkreis in Sachsen-Anhalt. Er umfasste zur Landtagswahl in Sachsen-Anhalt 2021 von der kreisfreien Stadt Magdeburg die Stadtteile Alt Olvenstedt, Diesdorf, Großer Silberberg, Neu Olvenstedt, Nordwest, Stadtfeld West und Sudenburg.
Der Wahlkreis wird in der achten Legislaturperiode des Landtages von Sachsen-Anhalt von Anne-Marie Keding vertreten, die das Direktmandat bei der Landtagswahl am 6. Juni 2021 mit 32,6 % der Erststimmen erstmals gewann. Davor vertrat Florian Philipp von 2016 bis zur Niederlegung des Mandats zum 31. Juli 2019 den Wahlkreis.

## Wahlergebnisse

### Wahl 2021
Im Vergleich zur Landtagswahl 2016 wurde der Zuschnitt des Wahlkreises nicht verändert. Auch Name und Nummer des Wahlkreises wurden nicht geändert.
Es traten zehn Direktkandidaten an. Von den Direktkandidaten der vorhergehenden Wahl trat keiner erneut an. Anne-Marie Keding gewann mit 32,6 % der Erststimmen erstmals das Direktmandat.
|                    |                      | Erst- stimmen | Erst- stimmen | Zweit- stimmen | Zweit- stimmen |
| Bewerber           | Partei               | Anzahl        | %             | Anzahl         | %              |
| ------------------ | -------------------- | ------------- | ------------- | -------------- | -------------- |
| Wahlberechtigte    | Wahlberechtigte      | 44.235        | 100,0         | 44.235         | 100,0          |
| Wähler             | Wähler               | 28.027        | 63,4          | 28.027         | 63,4           |
| Ungültige Stimmen  | Ungültige Stimmen    | 409           | 1,5           | 369            | 1,3            |
| Gültige Stimmen    | Gültige Stimmen      | 27.618        | 98,5          | 27.658         | 98,7           |
| davon              |                      |               |               |                |                |
| Anne-Marie Keding  | CDU                  | 9.016         | 32,6          | 9.797          | 35,4           |
| Christian Mertens  | AfD                  | 4.552         | 16,5          | 4.310          | 15,6           |
| Robert Fietzke     | DIE LINKE            | 3.468         | 12,6          | 3.167          | 11,5           |
| Manuela Lück       | SPD                  | 2.982         | 10,8          | 2.606          | 9,4            |
| Antje Buschschulte | GRÜNE                | 3.208         | 11,6          | 2.430          | 8,8            |
| Thomas Gürke       | FDP                  | 2.009         | 7,3           | 1.854          | 6,7            |
| Frank Kraskowski   | FREIE WÄHLER         | 717           | 2,6           | 517            | 1,9            |
| Gustav Haenschke   | NPD                  | 88            | 0,3           | 94             | 0,3            |
| –                  | Tierschutzpartei     | –             | –             | 797            | 2,9            |
| –                  | Tierschutzallianz    | –             | –             | 201            | 0,7            |
| –                  | LKR                  | –             | –             | 12             | 0,0            |
| –                  | Die PARTEI           | –             | –             | 267            | 1,0            |
| Helmut Bresch      | Gartenpartei         | 1.092         | 4,0           | 580            | 2,1            |
| –                  | FBM                  | –             | –             | 11             | 0,0            |
| –                  | TIERSCHUTZ hier!     | –             | –             | 213            | 0,8            |
| Andreas Stapel     | dieBasis             | 486           | 1,8           | 400            | 1,4            |
| –                  | Klimaliste ST        | –             | –             | 36             | 0,1            |
| –                  | ÖDP                  | –             | –             | 42             | 0,2            |
| –                  | Die Humanisten       | –             | –             | 51             | 0,2            |
| –                  | Gesundheitsforschung | –             | –             | 114            | 0,4            |
| –                  | PIRATEN              | –             | –             | 119            | 0,4            |
| –                  | WiR2020              | –             | –             | 40             | 0,1            |

### Wahl 2016
Bei der Landtagswahl in Sachsen-Anhalt 2016 waren 45.613 Einwohner wahlberechtigt; die Wahlbeteiligung lag bei 61,7 %. Florian Philipp gewann das Direktmandat für die CDU.
| Bewerber           | Partei            | Erststimmen in % | Zweitstimmen in % |
| ------------------ | ----------------- | ---------------- | ----------------- |
| Florian Philipp    | CDU               | 30,1             | 30,9              |
| Jan Schmidt        | AfD               | 20,9             | 18,7              |
| Oliver Müller      | LINKE             | 19,0             | 16,7              |
| Christian Hausmann | SPD               | 14,6             | 11,7              |
| Gisela Graf        | GRÜNE             | 5,7              | 6,7               |
| Sandro Dadaczynski | FDP               | 3,9              | 4,4               |
| Andreas Strehlow   | Freie Wähler      | 3,4              | 2,5               |
| Bernhard Welke     | MG                | 2,5              | 1,4               |
| –                  | Tierschutzpartei  | –                | 2,1               |
| –                  | NPD               | –                | 1,4               |
| –                  | Tierschutzallianz | –                | 1,2               |
| –                  | Die PARTEI        | –                | 0,7               |
| –                  | DIE RECHTE        | –                | 0,3               |
| –                  | FBM               | –                | 0,2               |

### Wahl 2011
Bei der Landtagswahl in Sachsen-Anhalt 2011 waren 47.292 Einwohner wahlberechtigt; die Wahlbeteiligung lag bei 55,8 %. Wigbert Schwenke gewann das Direktmandat für die CDU.
| Bewerber           | Partei           | Erststimmen in % | Zweitstimmen in % |
| ------------------ | ---------------- | ---------------- | ----------------- |
| Wigbert Schwenke   | CDU              | 31,6             | 31,3              |
| Oliver Müller      | Die Linke        | 24,4             | 23,3              |
| Christian Hausmann | SPD              | 26,1             | 23,8              |
| Claudia Fund       | FDP              | 2,7              | 3,0               |
| Jürgen Canehl      | GRÜNE            | 8,4              | 9,1               |
| Torsten Ferchland  | Freie Wähler     | 2,6              | 1,2               |
| Matthias Gärtner   | NPD              | 3,6              | 3,6               |
| –                  | Tierschutzpartei | –                | 1,9               |
| –                  | Piraten          | –                | 1,8               |
| –                  | SPV              | –                | 0,3               |
| –                  | KPD              | –                | 0,1               |
| Rita Renner        | MLPD             | 0,7              | 0,4               |
| –                  | ödp              | –                | 0,2               |

### Wahl 2006
Bei der Landtagswahl in Sachsen-Anhalt 2006 traten folgende Kandidaten an:
| Name                              | Partei          | Anteil der Erststimmen |
| --------------------------------- | --------------- | ---------------------- |
| Wigbert Schwenke                  | CDU             | 32,3 %                 |
| Oliver Müller                     | Die Linke       | 25,1 %                 |
| Thomas Wiebe                      | SPD             | 27,7 %                 |
| Carola Kaufmann                   | FDP             | 5,6 %                  |
| Sören Herbst                      | GRÜNE           | 5,2 %                  |
| Jürgen Hallwaß                    | AGFG            | 1,5 %                  |
| Rita Renner                       | MLPD            | 0,8 %                  |
| Hans-Werner Götze                 | Off D-STATT-DSU | 0,5 %                  |
| Klaus Buchner                     | GUT             | 1,3 %                  |
| Wahlberechtigte: 48.101 Einwohner |                 |                        |
| Wahlbeteiligung: 46,1 %           |                 |                        |

### Wahl 2002
Bei der Landtagswahl in Sachsen-Anhalt 2002 hatte der Wahlkreis die Wahlkreisnummer 12. Jürgen Scharf gewann nach 1990 wieder das Direktmandat für die CDU. Wolfgang Ernst von der SPD, Wahlkreisgewinner von 1998, verlor 20 % an Erststimmen. Es traten folgende Kandidaten an:
| Name                              | Partei          | Erststimmen in % | Zweitstimmen in % |
| --------------------------------- | --------------- | ---------------- | ----------------- |
| Jürgen Scharf                     | CDU             | 30,8             | 33,7              |
| Regina Frömert                    | PDS             | 20,4             | 20,0              |
| Wolfgang Ernst                    | SPD             | 21,8             | 22,3              |
| Karl-Heinz Paqué                  | FDP             | 20,9             | 16,0              |
| Max Brates                        | GRÜNE           | 03,0             | 03,3              |
| Astrid Wacker                     | Schill          | 02,1             | 02,3              |
| Peter Lackner                     | Einzelbewerber  | 00,9             | -                 |
| Andere Parteien                   | Andere Parteien | Andere Parteien  | 02,4              |
| Wahlberechtigte: 43.284 Einwohner |                 |                  |                   |
| Wahlbeteiligung: 62,8 %           |                 |                  |                   |

### Wahl 1998
Bei der Landtagswahl in Sachsen-Anhalt 1998 hatte der Wahlkreis die Wahlkreisnummer 12. Wolfgang Ernst gewann wiederum das Direktmandat für die SPD und gewann 10 % an Erststimmen hinzu. Es traten folgende Kandidaten an:
| Name                              | Partei          | Erststimmen in % | Zweitstimmen in % |
| --------------------------------- | --------------- | ---------------- | ----------------- |
| Jürgen Scharf                     | CDU             | 19,5             | 26,3              |
| Regina Frömert                    | PDS             | 24,8             | 21,1              |
| Wolfgang Ernst                    | SPD             | 42,0             | 38,4              |
| Ilona Kühne                       | FDP             | 04,3             | 03,3              |
| Norbert Doktor                    | GRÜNE           | 05,2             | 06,2              |
| –                                 | DVU             | –                | 09,1              |
| Andere Parteien                   | Andere Parteien | Andere Parteien  | 02,3              |
| Wahlberechtigte: 44.744 Einwohner |                 |                  |                   |
| Wahlbeteiligung: 73,7 %           |                 |                  |                   |

### Wahl 1994
Bei der Landtagswahl in Sachsen-Anhalt 1994 hatte der Wahlkreis die Wahlkreisnummer 12. Wolfgang Ernst gewann das Direktmandat für die SPD. Damit verlor die CDU ihr Direktmandat. Der CDU-Kandidat Jürgen Scharf, der 1990 das Direktmandat errungen hatte, erhielt diesmal nur die drittmeisten Stimmen. Es traten folgende Kandidaten an:
| Name                              | Partei          | Erststimmen in % | Zweitstimmen in % |
| --------------------------------- | --------------- | ---------------- | ----------------- |
| Jürgen Scharf                     | CDU             | 24,3             | 26,3              |
| Regina Frömert                    | PDS             | 26,9             | 26,2              |
| Wolfgang Ernst                    | SPD             | 32,0             | 35,8              |
| Ilona Kühne                       | FDP             | 03,3             | 02,0              |
| Hans-Jochen Tschiche              | GRÜNE           | 13,5             | 07,4              |
| Andere Parteien                   | Andere Parteien | Andere Parteien  | 02,2              |
| Wahlberechtigte: 48.279 Einwohner |                 |                  |                   |
| Wahlbeteiligung: 58,6 %           |                 |                  |                   |

### Wahl 1990
Bei der Landtagswahl in Sachsen-Anhalt 1990 hatte der Wahlkreis die Wahlkreisnummer 14. Jürgen Scharf gewann das Direktmandat für die CDU. Es traten folgende Kandidaten an:
| Name                              | Partei                  | Erststimmen in % | Zweitstimmen in % |
| --------------------------------- | ----------------------- | ---------------- | ----------------- |
| Jürgen Scharf                     | CDU                     | 32,5             | 31,2              |
| Hans-Joachim Grigoleit            | PDS                     | 16,9             | 16,8              |
| Wolfgang Ernst                    | SPD                     | 30,2             | 32,5              |
| Ilona Kühne                       | FDP                     | 7,6              | 8,5               |
| Hans-Jochen Tschiche              | Grüne Liste/Neues Forum | 5,2              | 8,3               |
| Christel Lindemann                | DFD                     | 1,4              | 0,8               |
| Alfons Briza                      | DSU                     | 1,0              | 0,9               |
| Andere Parteien                   | Andere Parteien         | Andere Parteien  | 1,0               |
| Wahlberechtigte: 47.514 Einwohner |                         |                  |                   |
| Wahlbeteiligung: 66,8 %           |                         |                  |                   |

## Bisherige Abgeordnete
Direkt gewählte Abgeordnete des Wahlkreises Magdeburg III  waren:
| Jahr | Name             | Partei | Anteil der Direktstimmen |
| ---- | ---------------- | ------ | ------------------------ |
| 2016 | Florian Philipp  | CDU    | 30,1 %                   |
| 2011 | Wigbert Schwenke | CDU    | 31,6 %                   |
| 2006 | Wigbert Schwenke | CDU    | 32,3 %                   |
| 2002 | Jürgen Scharf    | CDU    | 32,8 %                   |
| 1998 | Wolfgang Ernst   | SPD    | 42,0 %                   |
| 1994 | Wolfgang Ernst   | SPD    | 32,0 %                   |
| 1990 | Jürgen Scharf    | CDU    | 32,5 %                   |